# Boxed warning
boxed warningとは、アメリカ合衆国において処方箋薬のパッケージに記載される、警告文の形式の1つである。俗に「black box warning（黒枠警告）」とも呼ばれる。

## 名称
この警告文が「boxed warning」と呼ばれる理由は、アメリカ食品医薬品局が、この警告文の周囲を「box」で、つまり、枠で囲みなさいと規定しているためである。しかも、黒い枠で囲まれているために、時々「black box warning」と俗に呼ばれたりもする。

## 意味
アメリカ食品医薬品局は、アメリカ合衆国内に処方箋が必要な薬剤を流通させる製薬会社に対して、その薬剤のパッケージに所定の「boxed warning」か、添付文書に所定の記述を、記載しなさいと命ずる権限を有する。アメリカ食品医薬品局が発する警告の中で、最も強い警告の意味を有するのが「boxed warning」であり、医学的な調査の結果として、その薬物が甚だしいリスクを有していると判明したり、さらには、命さえも脅かし得る有害作用が発生しかねないと判明した場合に、この警告文が使用される。

## 評価
経済学者や内科医は、アメリカ食品医薬品局が出した警告による効果を調査した。その調査によれば、この「boxed warning」は所詮、問題が発生してから事後に出される無用な代物だとされた。例えば、ロシグリタゾンの用量を7割にまで減らすように「boxed warning」を出すよう、アメリカ食品医薬品局が命令した時点までには、既に約370万人に処方され、患者の手に渡ってしまっていた。それでも、ロシグリタゾンに関する「boxed warning」をアメリカ食品医薬品局が出してからは、マスコミでの広報や、医療関係者の助言や、科学雑誌の出版などの手法を総合的に用いた結果、ロシグリタゾンの用量は減った。ところが、ロシグリタゾンと同じような警告を出していたピオグリタゾンについては、マスコミでの広報が少なかった結果、その用量は減らなかった。なお、アメリカ合衆国では、特に2004年から「boxed warning」が出た旨を、マスコミを利用して広報する事例が増加した。

## 事例集
以下は、アメリカ食品医薬品局が出した「boxed warning」の事例である。

### 精神系の薬物
- 小児から24歳程度までの若年者に抗うつ薬を投与すると、自殺企図のリスクが増すかもしれないと「boxed warning」が出た。
- 2005年に、非定型抗精神病薬を年齢の高い患者に使用すると、痴呆症に至るリスクが出る旨の「boxed warning」が出た。これを受けて、特に痴呆症の高齢患者への非定型抗精神病薬の処方は、アメリカ合衆国では避けられるようになった[6]。
- 2006年2月に、注意欠陥多動性障害などに用いる場合のあるメチルフェニデート（商品名：Ritalin）が、心臓血管障害を引き起こす可能性が有るとして「boxed warning」が出た[7][8]。ところが1ヵ月後に、この「boxed warning」は取り消された[9][10]。
- 2009年7月1日に、ニコチンの依存症から離脱するための補助に使用される場合があるバレニクリン（商品名：Chantix）に、意欲低下から自殺企図や自殺に至る可能性があるとして「boxed warning」が出た[11]。しかし、その後の調査によって積み上げられたエビデンスに基いて、2016年にバレニクリンの「boxed warning」は除去された。

### 麻薬系鎮痛薬
- 従前より薬物の毒性や過量投与や薬物乱用による死亡が起きてきた、オピオイドに分類される鎮痛薬のデキストロプロポキシフェン（英語版）（商品名：Darvon）に対して、2009年7月に、過量投与や薬物乱用によるリスクに関する警告を強化した[12][注釈 1]。その後、販売停止にした[13][14]。

### COX阻害薬
- セレコキシブ（商品名：Celebrex）に、消化管の潰瘍などのリスクと[注釈 2]、さらに、心臓血管に関するリスクも有ると「boxed warning」が出た。* 2010年10月27日に、ネコ用に使用されていたメロキシカムの経口懸濁製剤（商品名：Metacam）に「boxed warning」が出た[15]。参考までに、当時のアメリカ合衆国では手術を施したネコの消炎鎮痛に、メロキシカムが認可されていた。

### 抗血小板薬
- 2006年10月9日に、ワーファリンが出血による死亡のリスク高めるとして「boxed warning」を追加した[16]。

### 糖尿病薬
- 2007年11月14日に、2型糖尿病患者のインスリン抵抗性を改善するとされてきたロシグリタゾン（商品名：Avandia）が、心臓に基礎疾患を有する患者に対して、心不全や心臓発作などを引き起こすとして、特に心臓発作に至り易いとして「boxed warning」が出た[17]。

### ホルモン関連薬
- 2004年11月17日に、避妊のための注射剤である商品名「Depo-Provera（英語版）」を長期間使用すると、深刻な骨密度の異常低下が発生するリスクが有るとして「boxed warning」が出た[注釈 3]。
- 2013年5月に、病的な肥満の治療のために用いた甲状腺ホルモン関連製剤（商品名：Liotrix）に「boxed warning」が出た[18]。それによれば、この製剤を病的な肥満に用いても、体重減少に至らないという。それどころか、この製剤を充分に甲状腺ホルモンが分泌されている者に用いた場合には、深刻な心臓血管障害を引き起こすリスクが有る。

### モノクローナル抗体
- 2006年に、多発性硬化症の治療に用いるナタリズマブ（商品名：Tysabri）が、進行性多巣性白質脳症を引き起こすリスクを増加させるとして「boxed warning」が出た。ナタリズマブは2004年に上市され、それから間もなく、非常に珍しい疾患であるはずの進行性多巣性白質脳症が、ナタリズマブを投与した3症例に現れた。その後もナタリズマブを投与した者に進行性多巣性白質脳症が現れ続け、

2012年までに約210症例の進行性多巣性白質脳症を発症させた。この2012年までの調査によって、その発症率はナタリズマブを投与した者の1千人に2.1人と見積もられた。あまりにも多いので、結局、2016年現在、アメリカ合衆国ではUnified Commitment to Healthが関わる「TOUCH (Tysabri Outreach）」と呼ばれる、ナタリズマブの処方の管理が実施されている。

### 抗菌薬
- 2008年7月8日に、キノロン系抗菌薬のフルオロキノロンが、腱断裂に関わっているとして「boxed warning」が出た。なお、フルオロキノロン以外にも、例えば有名なキノロン系抗菌薬として、レボフロキサシン（商品名：Levaquin）や、シプロフロキサシン（商品名：Cipro）や、オフロキサシン（商品名：Floxin）や、ノルフロキサシン（英語版）（商品名：Noroxin）や、モキシフロキサシン（商品名：Avelox）なども同様に「boxed warning」が出た[21][注釈 4]。

### 抗マラリア薬
- 2013年7月に、抗マラリア薬のメフロキンを使用すると、精神神経症状がメフロキン使用中だけでなく、メフロキンを中止後数ヵ月間から数年間、最悪の場合にはメフロキンを中止しても永続し得るとして「boxed warning」が出た[22]。